# 1969 ve filmu

## Události
- Produkční společnost Jacquesa Tatiho ohlásila v Paříži po neúspěchu posledního filmu Playtime krach.
- Kvůli „napadání občanské společnosti“ ve francouzském filmu Le Grabuge vyloučil ředitel Darryl F. Zanuck tento snímek bývalého dokumentaristy Édouarda Luntze z distribuční sítě 20th Century Fox.
- V Bostonu byl majitel kina odsouzen k šestiměsíčnímu vězení, protože i přes zákaz uvedl film Roberta Aldriche The Killing of Sister George. Zákaz uvedení byl zrušen teprve poté, co kritika Aldrichovo dílo zařadila mezi deset nejúspěšnějších filmů roku.
- I přes rozsáhlá protiopatření sovětských úřadů měl ruský film Andrej Rublev mezinárodní premiéru na MFF v Cannes. Sovětská vláda zabránila jeho uvedení už v letech 1967 a 1968, načež byly na MFF v Benátkách bojkotovány všechny sovětské snímky. Po jediné projekci v Cannes byl film zakázán pro zahraničí na další čtyři roky.
- Akcionáři sdružení vzniklého spojením firem Warner Bros. a Seven Arts na valné hromadě v New Yorku rozhodli o další fúzi s filmovým koncernem Kinney National Company.
- Soud zamítl odvolání proti zákazu uvedení dokumentárního snímku Titticut Follies ve Spojených státech. Film byl natočen jako nonprofitní projekt v ústavu pro mentálně zaostalé zločince.
- Herečka Sharon Tateová se spolu s přáteli stala obětí masakru. Krvavý zločin se udál v domě jejího snoubence, filmového režiséra Romana Polanského. Později odsouzenými pachateli byli členové jedné satanské sekty.
- Rozhodnutím newyorského soudu nesměl obchodník Kirk Kerkorian proti vůli vedení nakupovat akcie filmové společnosti MGM. V pozadí soudního procesu byl boj různých zájmových skupin o kontrolní balík akcií, díky kterému by mohly změnit vedení firmy a rozhodovat o dalších fúzích.
- Poprvé po 30 letech nebyly na MFF v Benátkách uděleny žádné ceny. Ředitel festivalu Ernesto Laura se tím pokoušel soutěž demokratizovat. Pro nedostatek dotací však festival na několik let přerušil činnost a teprve v 80. letech prožil svou renesanci.

## Nejvýdělečnější filmy roku
| Pořadí | Název                             | Země | Tržba (v dolarech) |
| ------ | --------------------------------- | ---- | ------------------ |
| 1.     | Butch Cassidy a Sundance Kid      | USA  | 45 953 000         |
| 2.     | Koně se také střílejí             | USA  | 23 150 000         |
| 3.     | V tajné službě Jejího Veličenstva | USA  | 22 800 000         |
| 4.     | Půlnoční kovboj                   | USA  | 20 499 000         |
| 5.     | Bezstarostná jízda                | USA  | 19 100 000         |
| 6.     | Hello, Dolly!                     | USA  | 15 200 000         |
| 7.     | Bob a Carol a Ted a Alice         | USA  | 14 600 000         |
| 8.     | Kaktusový květ                    | USA  | 14 500 000         |
| 9.     | Maršál                            | USA  | 14 250 000         |
| 10.    | Divoká banda                      | USA  | 11 850 000         |

## Ocenění

### Oscar
Nejlepší film: Půlnoční kovboj
Nejlepší režie: John Schlesinger - Půlnoční kovboj
Nejlepší mužský herecký výkon: John Wayne - Maršál
Nejlepší ženský herecký výkon: Maggie Smith - Nejlepší léta slečny Jean Brodieové
Nejlepší mužský herecký výkon ve vedlejší roli: Gig Young - Koně se také střílejí
Nejlepší ženský herecký výkon ve vedlejší roli: Goldie Hawn - Kaktusový květ
Nejlepší cizojazyčný film: Z, režie Costa-Gavras, Alžírsko

### Zlatý Glóbus
Drama
Nejlepší film: Tisíc dnů s Annou
Nejlepší herec: John Wayne - Maršál
Nejlepší herečka: Geneviève Bujold - Tisíc dnů s Annou
Muzikál nebo komedie
Nejlepší film: Tajemství Santa Vittorie
Nejlepší herec: Peter O'Toole - Sbohem, pane profesore!
Nejlepší herečka: Patty Duke - Já, Natálie
Jiné
Nejlepší režie: Paul Newman - Rachel, Rachel

### Další ceny
- Zlatá palma - Kdyby..., režie Lindsay Anderson, Velká Británie

- Zlatý lev - Nikdo nebyl oceněn

- Zlatý medvěd - Raná díla, režie Zelimir Zilnik, Jugoslávie

## Narození
- 8. února - Brian Krause, americký herec
- 8. února - Mary McCormack, americká herečka
- 11. února - Jennifer Anistonová, americká herečka
- 23. dubna - Byron Thames, americký herec
- 25. dubna - Renée Zellweger, americká herečka
- 14. května - Cate Blanchettová, australská herečka
- 25. května - Anne Heche, americká herečka († 12. srpna 2022)
- 21. července - Godfrey, americký herec, komik
- 24. července - Jennifer Lopez, americká herečka, zpěvačka
- 18. srpna - Edward Norton, americký herec
- 18. srpna - Christian Slater, americký herec
- 28. srpna - Jack Black, americký herec, komik, hudebník
- 25. září - Catherine Zeta-Jonesová, waleská herečka
- 19. října - Trey Parker, americký herec, tvůrce South Park
- 30. listopadu - Amy Ryan, americká herečka
- 21. prosince - Julie Delpy, francouzská herečka

## Úmrtí
- 4. ledna - Violet a Daisy Hilton, srostlá dvojčata , herečky, objevily se ve filmu Zrůdy
- 8. ledna - Leslie Goodwins, ředitel
- 2. února - Boris Karloff, herec
- 4. února - Thelma Ritter, herečka
- 11. února - James Lanphier, herec
- 27. února - John Boles, herec
- 24. května - Mitzi Green, herečka
- 27. května - Jeffrey Hunter, americký herec
- 8. června - Robert Taylor, herec
- 10. června - Frank Lawton, herec
- 13. června - Martita Hunt, herečka
- 19. června - Natalie Talmadge, herečka
- 22. června - Judy Garland, herečka
- 5. července - Leo McCarey, režisér
- 8. července - Gladys Swarthout, herečka
- 1. srpna - Donald Keith, herec
- 9. srpna - Sharon Tateová, herečka, zavražděná Charlesem Mansonem, manželka režiséra Romana Polanského
- 14. srpna - Sigrid Gurie, herečka
- 15. srpna - William Goetz, producent, manažer studia
- 12. října - Sonja Henie, herečka, bývalá olympijská krasobruslařka
- 15. října - Rod La Rocque, herec

## Filmové debuty
- Jeff Bridges
- Mel Brooks
- Goldie Hawn
- Anjelica Huston
- Al Pacino
- Hanna Schygulla
- Jon Voight